# Trechinotus
Trechinotus är ett släkte av svampar som beskrevs av E.C. Martini och Trichies 2004. Trechinotus ingår i familjen Xenasmataceae, klassen Agaricomycetes, divisionen basidiesvampar och riket svampar.
Kladogram enligt Dyntaxa:
| Trechinotus | \| \| Trechinotus nespori \| \| \| \| |
|             | \| \| Trechinotus nespori \| \| \| \| |
|             | Clavulicium                           |
|             |                                       |
|             | Intextomyces                          |
|             |                                       |
|             | Paullicorticium                       |
|             |                                       |
|             | Thujacorticium                        |
|             |                                       |
|             | Uncobasidium                          |
|             |                                       |
|             | Xenasma                               |
|             |                                       |
|             | Trechinotus nespori                   |
|             |                                       |

|  | Trechinotus nespori |
|  |                     |